# Роджер Бем
Роджер Бехм (Roger Behm) (25 березня 1929 — 30 листопада 2005) — боксер з Люксембургу. Учасник Літніх Олімпійських ігор 1948 року.
Бехм був членом олімпійської збірної Люксембургу з боксу на літніх Олімпійських іграх 1948 в Лондоні. Вибув в першому раунді турніру (Bantamweight), програв ірландцеві Віллі Леніхану.